# Нікі Бакоянні
Нікі Бакоянні (грец. Νίκη Μπακογιάννη; 9 червня 1968 року) — грецька легкоатлетка (стрибки у висоту).

## Життєпис
Нікі Бакоянні народилася 9 червня 1968 року у Ламії. У 1985 році Нікі посіла чотирнадцяте місце (1,75 м) на чемпіонаті Європи серед юніорів у Коттбусі. Наступного року Бакоянні стала п'ятою на чемпіонаті світу серед юніорів. На чемпіонаті Європи у приміщенні (1996) спортсменка з національним рекордом (1,96 м) стала другою. Того ж року на Олімпійських іграх Нікі знову встановила національний рекорд та отримала срібну медаль.

## Виступи на Олімпіадах
| Олімпіада      | Дисципліна       | Місце |
| -------------- | ---------------- | ----- |
| Барселона 1992 | стрибки у висоту | 24    |
| Атланта 1996   | стрибки у висоту | 2     |
| Сідней 2000    | стрибки у висоту | 33    |